# Hrvatska srijemska inicijativa
Hrvatska srijemska inicijativa (kratica: HSI) je politička stranka Hrvata iz istočnog Srijema, odnosno dijela Srijema koji se nalazi u Republici Srbiji.
Stranačko sjedište je u Srijemskoj Mitrovici, Svetog Dimitrija 24.
Grb stranke predstavlja tri slova koja čine kraticu HSI. Slova su žute boje (boje žita). Slovo H čine dva stilizirana pleterna stupa koje povezuje pleterna četvorina koja stoji na kutu.
Osnovana je 5. veljače 2008.
Prvi čelnik joj je Andrej Španović.
U stranačkom programu je definirano da je članstuv cilj "dati doprinos razvitku i boljitku hrvatske zajednice u Srbiji... HSI se zalaže za ostvarivanje Ustavom zagarantiranih prava i sloboda Hrvata u Srbiji, od obrazovanja na materinjem jeziku, radio i televizijskih emisija na hrvatskom jeziku, do njegovanja i razvijanja kulture svoga naroda. Zalažu se i za slobodno iskazivanje nacionalnih osjećaja, očuvanje nacionalnog identiteta Hrvata, podizanje razine nacionalne svijesti, te odgovarajuću zastupljenost Hrvata u organima vlasti." Plan stranačkog članstva je bio da HSI proširi djelovanje na cijeli Srijem. Plan je i sudjelovati na idućim izborima za Hrvatsko narodno vijeće Republike Srbije.
Budući da je većina članstva iz Srijemske Mitrovice, djelokrug same stranke je u početku ostao ograničen na tu općinu. 
HSI je od svih hrvatskih stranaka u Srbiji najbolje odnose imala s DSHV-om. Stoga je 
17. travnja 2009. Vijeće Demokratskog saveza Hrvata u Vojvodini na svojoj sjednici ovlastilo svoje čelništvo neka krene u završne pregovore s Hrvatskom srijemskom inicijativom oko ujedinjenja.
Očekivana skuština na kojoj bi se te dvije političke stranke trebale ujediniti bi se trebala 5. lipnja 2009. održati u Srijemskoj Mitrovici.

## Uspjesi na izborima
Na listi Demokratske stranke na lokalnim izborima u Srbiji 2008. osvojili su jedan vijećnički mandat. Dobili su mjesto člana Općinskog vijeća u Srijemskoj Mitrovici koji je zadužen za obrazovanje, kulturu i pitanja nacionalnih manjina.